# Raffaele Sciorilli Borrelli
Raffaele Sciorilli Borrelli (Atessa, 6 novembre 1916 – Roma, 21 dicembre 2001) è stato un politico italiano.

## Biografia
Cresciuto in una famiglia di nobili origini, si iscrive al Partito Comunista Italiano dopo aver vissuto gli orrori della II guerra mondiale. Viene eletto nelle file del Partito Comunista Italiano nella II, III e IV legislatura alla Camera dei deputati, dal 1953 al 1968.
Era il padre del giornalista della Rai Giulio Borrelli.

## Opere
- Raffaele Sciorilli Borrelli, Ettore Croce, Lanciano, Carabba, 1984.